# Корона Германской империи

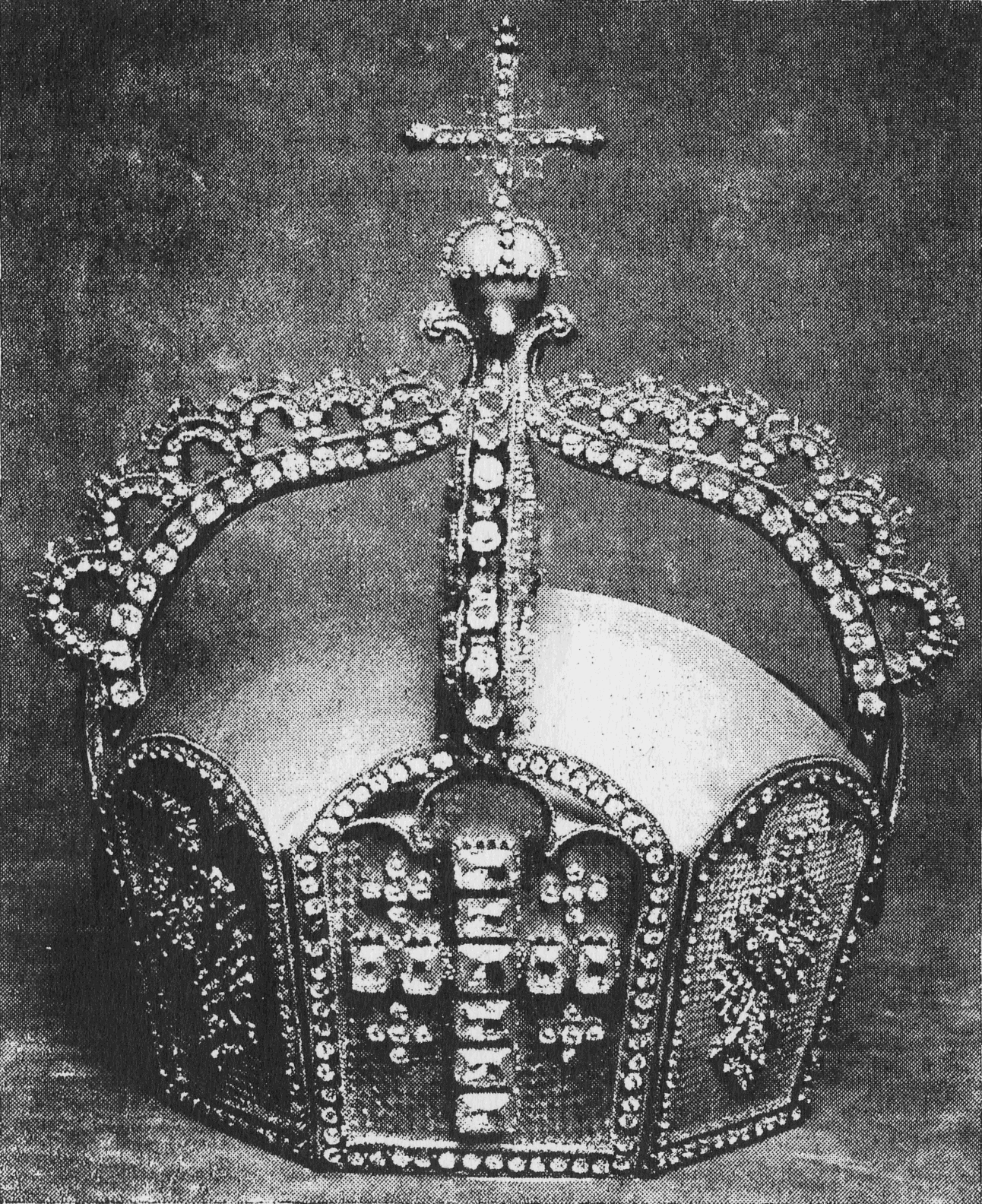
Деревянная модель короны, хранившаяся во дворце Монбижу

Геральдическая корона Германской империи

Корона Германской империи — неосуществлённый проект создания короны для монархов Германской империи, провозглашённой в 1871 году после объединения Германии.
В 1871 году был разработан эскиз и деревянная модель новой имперской короны. В основу дизайна короны была положена модель Короны Священной Римской Империи, что должно было подчеркнуть преемственность Германской империи от Священной Римской Империи. По неизвестным причинам корона по разработанной модели так и не была изготовлена, а деревянная модель находилась в фамильном музее Гогенцоллернов во дворце Монбижу в Берлине до Второй мировой войны. Во время войны деревянная модель была безвозвратно утрачена. Несмотря на то, что корона Германской империи так и не была изготовлена, дизайн разработанной модели использовался в геральдической символике империи с 1871 до 1918 года (момента отречения кайзера Вильгельма II) — в качестве геральдического знака, в гербе империи и личном штандарте кайзера.
Рисунок короны Германской империи используется в качестве эмблемы немецкой монархической группировкой «Традиция и  жизнь».